# カタクラパーク
カタクラパークは片倉工業が展開するショッピングセンターブランドの一つ。静岡県沼津市に1店舗存在する。かつては大宮や加須にも店舗があった。

## 沼津カタクラパーク
沼津カタクラパークは静岡県沼津市大岡1020番地1にあるショッピングセンターで、2006年（平成18年）に開業。こちらは後述の加須カタクラパークとは違い、片倉工業は建物賃貸をしているだけであり、直営店ではない。

## かつての店舗

### 加須カタクラパーク
加須カタクラパークは片倉工業の工場跡地に1991年（平成3年）1月に開業した。イトーヨーカドー加須店を核テナントとして、閉鎖時点でおよそ20の専門店で構成されていた。先述の沼津カタクラパークとは違い、こちらは片倉工業直営店。イトーヨーカドーらの入る本館と、テナントが孤立出店している、3つの別棟で構成。しかし、2021年（令和3年）1月11日をもって、別棟を除いて閉店することとなり、予定通りに閉店。別棟の3店舗は営業継続している。跡地にはヤオコーが出店予定。

### 大宮カタクラパーク
現在のコクーンシティの一部。

## アクセス

### 加須カタクラパーク
- 東武鉄道伊勢崎線加須駅より徒歩20分[独自研究?]
- 東北自動車道加須ICより15分[独自研究?]

### 沼津カタクラパーク
- 東海道本線沼津駅から徒歩25分[独自研究?]
- 御殿場線大岡駅から徒歩15分[独自研究?]

#### 広報資料・プレスリリースなど一次資料
1. ↑  片倉工業　沿革 （日本語） - 片倉工業公式サイト